# NGC 5920
NGC 5920 is een lensvormig sterrenstelsel in het sterrenbeeld Slang. Het hemelobject werd op 30 maart 1887 ontdekt door de Amerikaanse astronoom Lewis A. Swift.

## Synoniemen
- UGC 9822
- ZWG 49.145
- 3C 318.1
- PGC 54839